# 喬什·夏皮羅
約書亞·大衛·夏皮羅（英語：Joshua David Shapiro，1973年6月20日—）是美國政治人物和律師，現任賓夕法尼亞州州長（第48任）。民主黨黨員，於2017年至2023年蒙哥馬利縣委員會2012年至2017年擔任第50任賓夕法尼亞州州檢察長。

## 生平
夏皮羅在蒙哥馬利縣長大，在羅切斯特大學學習政治學，並在佐治城大學獲得法律博士學位。此後，他擔任參議員羅伯特·托里切利高級顧問。2004年，夏皮羅擊敗前共和黨美國眾議員喬恩·D·福克斯，當選賓夕法尼亞州眾議院議員。2005年至2012年，他代表第153選區。夏皮羅當選為蒙哥馬利縣委員會委員2011年，共和黨首次失去對蒙哥馬利縣的控制。2011年至2017年在董事會任職，並擔任主席職務，並於2015年被州長湯姆·沃爾夫任命為賓夕法尼亞州犯罪和犯罪委員會主席。
2016年夏皮羅競選賓夕法尼亞州州檢察長，擊敗共和黨人小約翰·拉弗蒂 ，並於2020年再次當選。作為州檢察長，他公佈了一份全州大陪審團報告的調查結果，該報告揭露了牧師虐待兒童和教會領袖掩蓋真相的行為；作為全國阿片類藥物和解協議的一部分，他還幫助賓夕法尼亞州談判10億美元。
夏皮羅2021年宣布競選2022年賓夕法尼亞州州長。民主黨初選中無人反對，並在正式選舉中以14.8%優勢擊敗共和黨候選人道格·馬斯特里亞諾。
2025年2月19日，乔什·夏皮罗被唐纳德·J·特朗普总统任命为州长理事会成员。

## 外部連結
- Governor Josh Shapiro （页面存档备份，存于） official government website
- Josh Shapiro for Governor （页面存档备份，存于） campaign website
- C-SPAN內的頁面（英文）
- 智慧投票计划中的傳記、投票紀錄及利益集團評級